# 苏珊·布朗米勒
苏珊·布朗米勒（Susan Brownmiller ，1935年2月15日—2025年5月24日） 是一名美国记者、作家和女性主義活动家。

## 生平
布朗米勒生于纽约布鲁克林区，其父母是一对犹太人夫妇。 她的父亲來自波兰的猶太小鎮 ，后来成为梅西百货的供应商，她的母亲则是帝国大厦的一名秘书。
布朗米勒曾在康奈尔大学就读。
布朗米勒支持人民獲得公民权利和政治权利，并在1964年的静坐运动期间加入学生非暴力协调委员会。1964年，布朗米勒參加自由之夏。